# Josef Hlávka

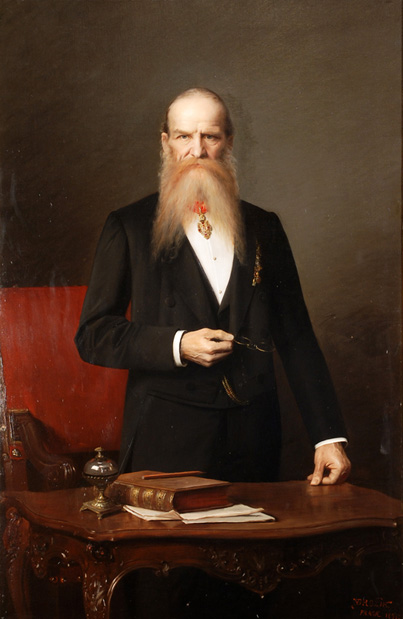
Josef Hlávka, 1895

Josef Hlávka (* 15. Februar 1831 in Přeštice; † 11. März 1908 in Prag) war ein tschechischer Architekt, Baumeister und Mäzen.

## Leben
Josef Hlávka wurde am 15. Februar 1831 in der westböhmischen Kleinstadt Přeštice (Prestitz), 18 km südlich von Pilsen (Plzeň) geboren.
Nach Besuch der Gymnasien in Klatovy (Klattau) und Kolín sowie der Realschule in Prag studierte er zunächst von 1847 bis 1851 Allgemeine Ingenieurwissenschaften und Hochbau am Prager Polytechnikum (dem Vorläufer der heutigen Tschechischen Technischen Hochschule), dann von 1851 bis 1854 Architektur an der Akademie der bildenden Künste in Wien. Bei dem tschechischen Wiener Bauunternehmer František Šebek absolvierte er eine Maurerlehre und trat in dessen Baukanzlei ein, deren Leitung er im Jahre 1855 übernahm. Das Grabdenkmal für Šebeks Gemahlin ist sein erster realisierter architektonischer Entwurf. 1856 erhielt Hlávka ein Stipendium für eine letztlich dreijährige Studienreise durch Europa. Er besuchte Italien, Griechenland, Frankreich, England, Belgien und Deutschland.

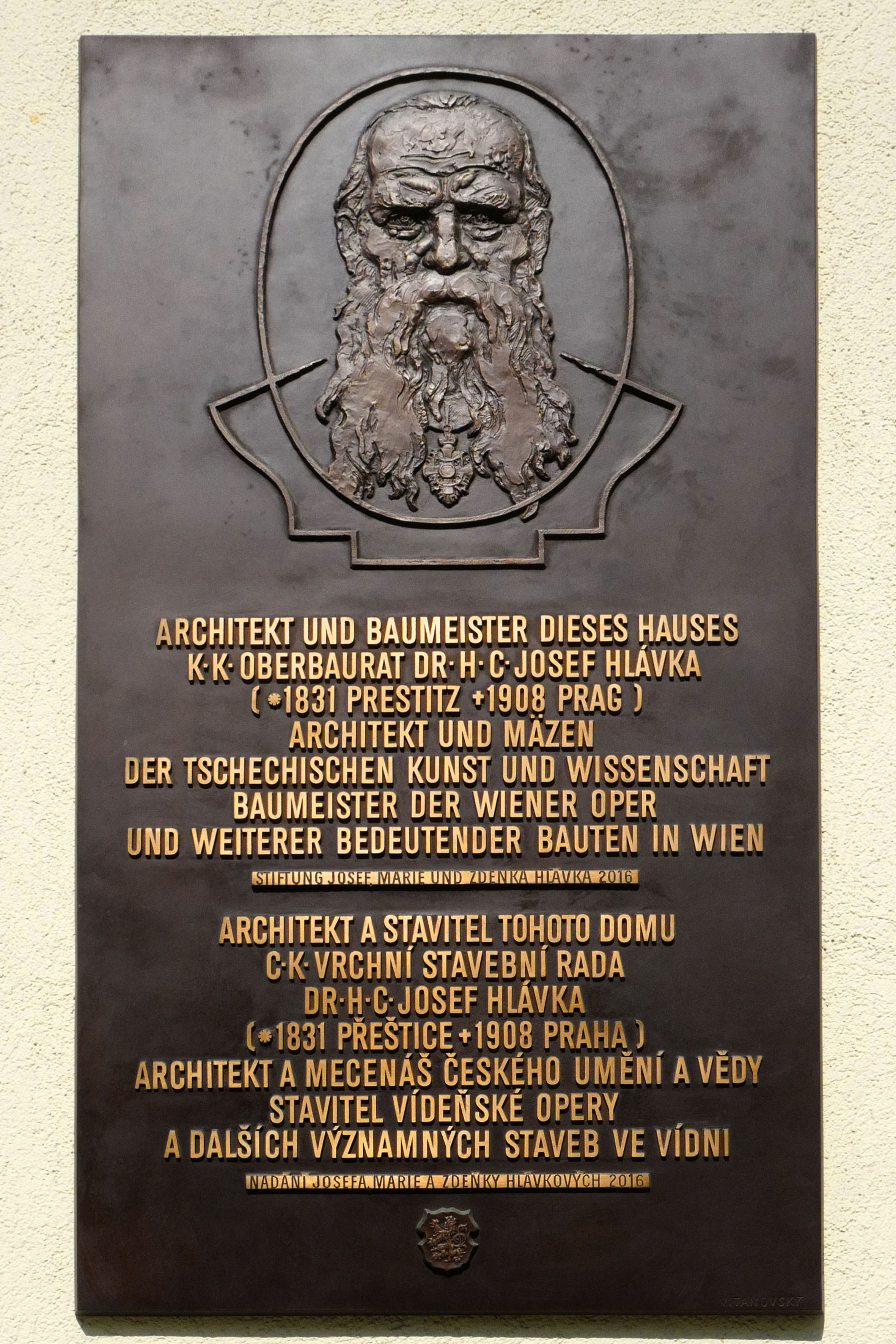
Gedenktafel am Wiener Opernring

Nach seiner Rückkehr ließ er sich in Wien nieder und erwarb 1860 die Baukonzession. Noch zu Lebzeiten überließ František Šebek Hlávka seine Baukanzlei. Die erfolgreiche Ausführung des Bauauftrages für die Wiener Lazaristenkirche begründete seinen Ruf als einer der prominentesten Bauunternehmer der Wiener Ringstraßenzeit. Neben rund 140 privaten Aufträgen, vorwiegend Zinshäuser, realisierte er nach Plänen der renommiertesten Architekten in Wien das Akademische Gymnasium und die Kirche St. Othmar unter den Weißgerbern, die Hofoper sowie das Palais Erzherzog Wilhelm (Deutschmeisterpalais). 1864 begann Hlávka mit dem Bau der Residenz des griechisch-orthodoxen Metropoliten in Czernowitz. Das Gebäudeensemble vereinigte byzantinische und maurische Elemente und zählt heute zum UNESCO-Welterbe.
Daneben machte sich Hlávka einen Namen als Denkmalschützer und wurde 1863 zum Korrespondenten, 1864 zum Konservator der österreichischen Centralkommission für die Denkmalpflege ernannt; 1898 erfolgte die Berufung in den Kunstrat des Ministeriums für Cultus und Unterricht. 1866 berief man Hlávka zum Mitglied der Akademie der bildenden Künste in Wien. Die Utensilien der Grundsteinlegung der Hofoper wurden von Kaiser Franz Joseph Hlávka übergeben und werden im Schloss Lužany aufbewahrt.
Sein Arbeitseinsatz hatte zur Folge, dass er 1869 einen Nervenzusammenbruch erlitt und 1873 seine Baufirma aufgeben musste. Er verlagerte seinen Lebensmittelpunkt nach Böhmen und übersiedelte auf das Gut Lužany u Přeštic (Luschan in Böhmen), 3 km südlich seiner Geburtsstadt Přeštice, das er ursprünglich seiner Mutter gekauft hatte. Vom Rollstuhl aus widmete er nun seine geistigen Kräfte der Förderung der tschechischen Wissenschaft und Kunst, die er aus seinem immensen Vermögen unterstützte. 1880 war er so weit genesen, dass er sein öffentliches Wirken wieder aufnehmen konnte. 1882 starb seine erste Gemahlin Marie, geborene Čermáková, an Tuberkulose.
Wie schon in Wien unterhielt Hlávka später auch in Prag einen Salon, in dem prominente Persönlichkeiten des öffentlichen Lebens verkehrten. Im Sommerhalbjahr wurde das von ihm sukzessiv umgebaute Schloss in Lužany zu einem Refugium insbesondere von Schriftstellern (Julius Zeyer, Jaroslav Vrchlický) und Musikern (Böhmisches Quartett mit Josef Suk und Oskar Nedbal). Antonín Dvořák komponierte zur Einweihung der von Hlávka entworfenen neuen Schlosskapelle seine D-Dur-Messe (Lužanská mše) und leitete auch die Uraufführung; Hlávkas zweite Gemahlin Zdeňka, geborene Havelková, und Dvořáks Gemahlin Anna sangen die Damensoli.
In den 1880er Jahren setzte sich Hlávka für die Errichtung einer nationaltschechischen Tschechischen Akademie der Wissenschaften und Künste ein. Nach deren Gründung im Jahre 1890 (Eröffnung 1891), die er durch eine bedeutende Geldspende ermöglicht und durch seine ausgezeichneten Beziehungen zu den Prager und Wiener Regierungskreisen erwirkt hatte, wurde Hlávka selber zum ersten Präsidenten der „Königlich Böhmischen Kaiser-Franz-Josephs-Akademie für Wissenschaften, Literatur und Kunst“ gewählt.

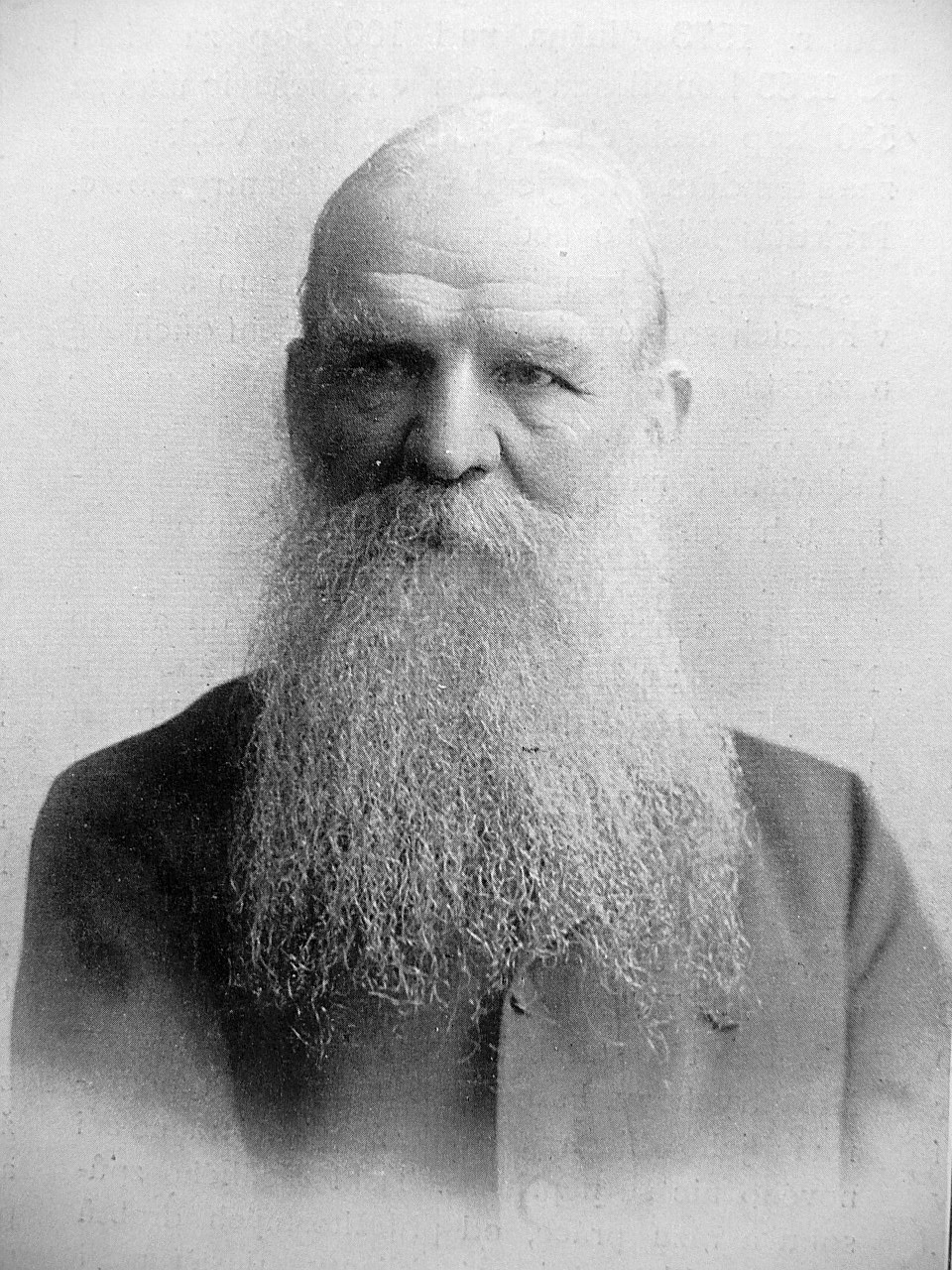
Fotografie aus dem Jahr 1908

Weitere Gründungen betrafen das Volkswirtschaftliche Institut sowie das Hlávka-Studentenheim (Hlávkova kolej) in Prag (errichtet nach Entwurf von Josef Fanta, heute im Besitz der Tschechischen Technischen Hochschule (ČVUT)). Verdient machte sich Hlávka auch um den Ausbau der Kunsthochschule, wo er die Berufung der Maler Václav Brožík, Vojtěch Hynais und Julius Mařák betrieb. Darüber hinaus war er Stellvertretender Vorsitzender im Ausschuss der Modernen Galerie sowie Mitglied der tschechischen Landeskommission für Kunst und Geschichte.
1883 wurde Hlávka in der Kurie der Großgrundbesitzer für den Wahlkreis Prestitz in das Abgeordnetenhaus des Reichsrats (des Parlaments der westlichen Reichshälfte Österreich-Ungarns), 1886 in den böhmischen Landtag gewählt. 1891 wechselte er im Reichsrat als vom Kaiser ernanntes Mitglied auf Lebenszeit in das Herrenhaus. Er war ein Parteigänger der Alttschechischen Partei, die für die Gleichberechtigung der Tschechen innerhalb der Habsburgermonarchie eintrat.
Da auch seine zweite Ehe kinderlos blieb und seine Gemahlin vor ihm verstarb, brachte Hlávka sein gesamtes Vermögen in die von ihm zu Lebzeiten begründete „Josef-, Marie- und Zdenka-Hlávka-Stiftung“ ein, die als einzige Stiftung das kommunistische Regime überlebte und sich seit der Wende von 1989 wieder ungehindert der Förderung der geistigen Elite des tschechischen Volkes widmet (Nadace „Nadání Josefa, Marie a Zdenky Hlávkových“). Auch für die Leistungen seines zweiten Lebensabschnitts erhielt er zahlreiche Auszeichnungen und Ehrenämter. Josef Hlávka verstarb nach kurzer Krankheit am 11. März 1908 in Prag und wurde im selbst entworfenen Familiengrab in Přeštice beigesetzt.

## Wirkung

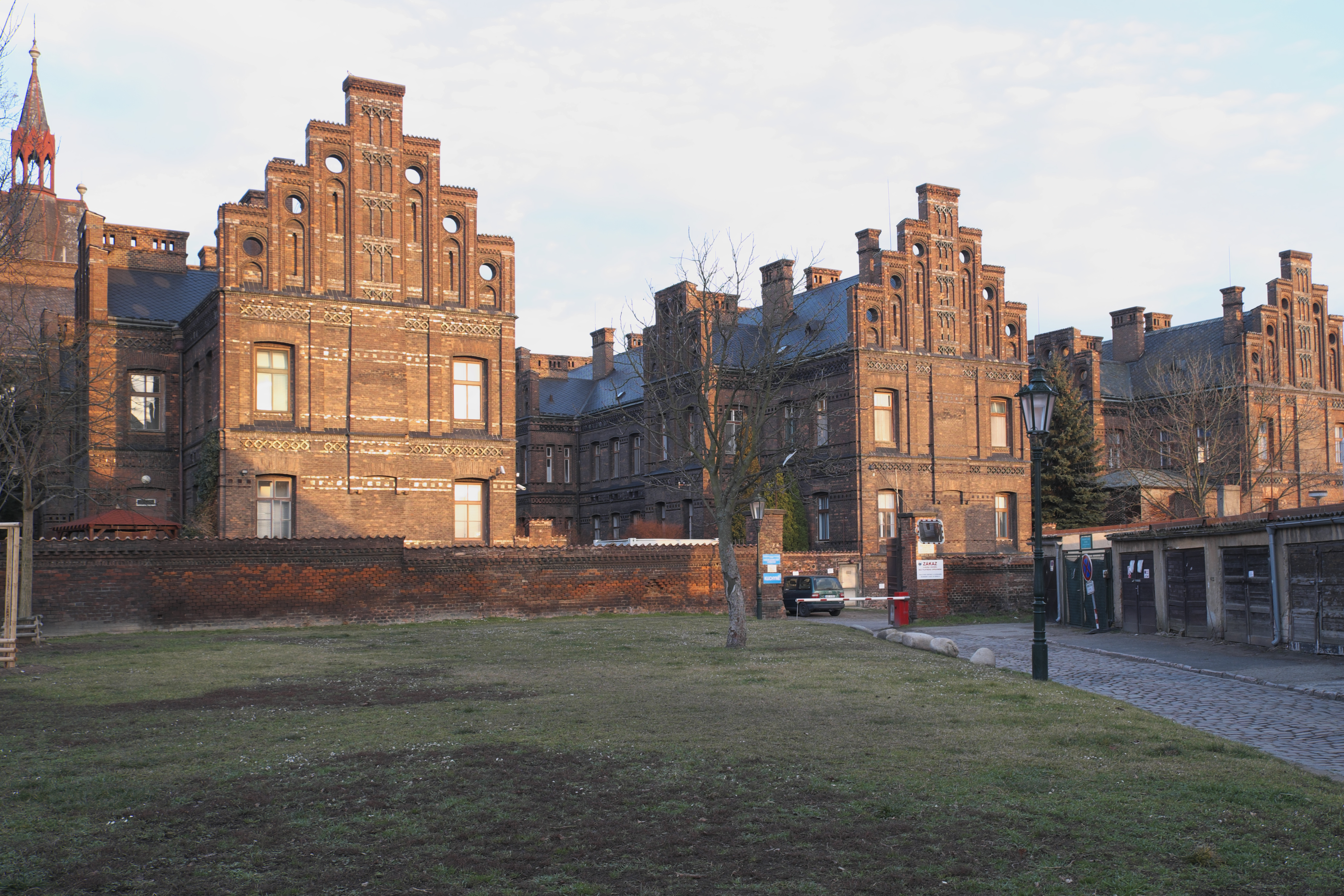
Prager Landesgebäranstalt

Mit der Landesgebäranstalt in Prag und der Residenz des griechisch-orthodoxen Metropoliten in Czernowitz profilierte sich Josef Hlávka als bedeutender Architekt des Frühhistorismus in der österreichisch-ungarischen Monarchie. Als einer der bedeutendsten Bauunternehmer der Wiener Ringstraßenzeit realisierte er die Entwürfe so prominenter Architekten wie Friedrich von Schmidt, Theophil Hansen, vor allem aber Eduard van der Nüll und August Sicard von Sicardsburg (Wiener Oper).
Den dabei erworbenen Reichtum nutzte Hlávka nach einem krankheitsbedingten Intermezzo für ein großzügiges Mäzenatentum, wobei er seine Schwerpunkte in der Heranbildung einer tschechischen Elite und in der Förderung der tschechischen Wissenschaft setzte. In die Musikgeschichte ging er ein als Auftraggeber von Antonín Dvořáks D-Dur-Messe, in die Literaturgeschichte vor allem als Förderer der Dichter Julius Zeyer und Jaroslav Vrchlický sowie des Shakespeare-Übersetzers Josef Václav Sládek.
Mehrere von ihm gegründete Institutionen bestehen, teils in großer Kontinuität, teils neu gegründet, bis heute: die Tschechische Akademie der Wissenschaften, das Volkswirtschaftliche Institut, das Hlávka-Studentenkolleg sowie die sein Erbe bündelnde Hlávka-Stiftung. Josef Hlávka war eine Zentralgestalt des kulturellen Lebens der Tschechen im ausgehenden 19. Jahrhundert.

## Werke

### Realisierte eigene Entwürfe

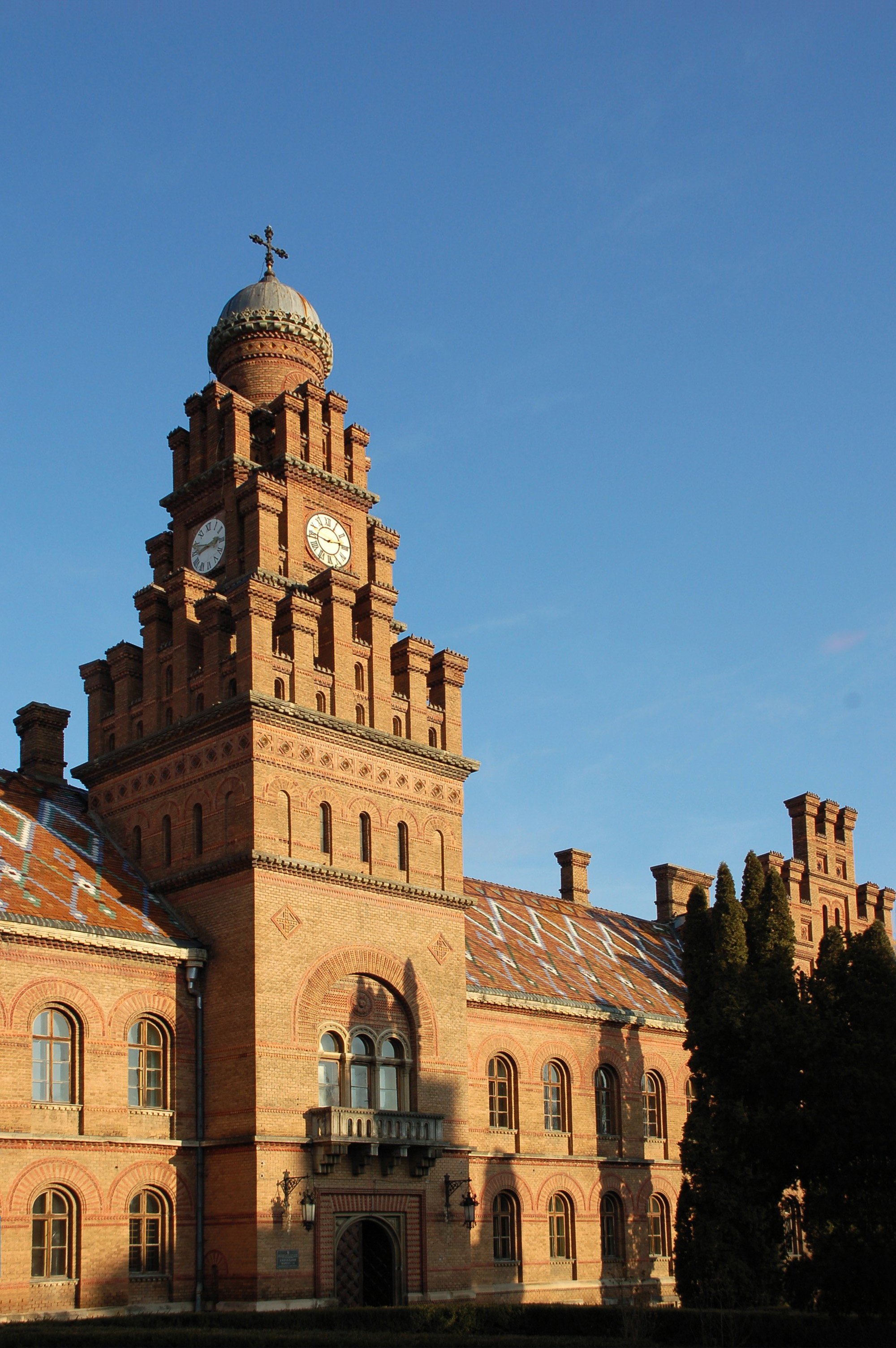
Czernowitz: Ehem. erzbischöfliche Residenz

- Grabmal für die Gemahlin von František Šebek (heute in Trhová Kamenice, Bezirk Chrudim)
- Böhmische Landesgebäranstalt (Zemská porodnice) in Prag, Nové Město, Kateřinská (nahe Karlov) (1862)
- Residenz des griechisch-orthodoxen Metropoliten mit Priesterseminar und Kirche in Czernowitz (Bukowina, heute Ukraine; seit 1950 Sitz der staatlichen Universität, 1867–1874)
- Armenisch-katholische Kirche in Czernowitz
- Zinshaus in Wien, Innere Stadt, Opernring 6
- Zinshaus in Wien, Innere Stadt, Elisabethstraße 12 (im Zweiten Weltkrieg zerstört)
- Umbau des Schlosses Lužany mit neuer Schlosskapelle
- Zinshaus in Wien, Landstraße, Löwengasse 22 (Hlávkas Wiener Wohnsitz)
- Zinshaus in Wien, Landstraße, Kegelgasse 29  Kegelgasse 29 1030 Wien Mai 2008

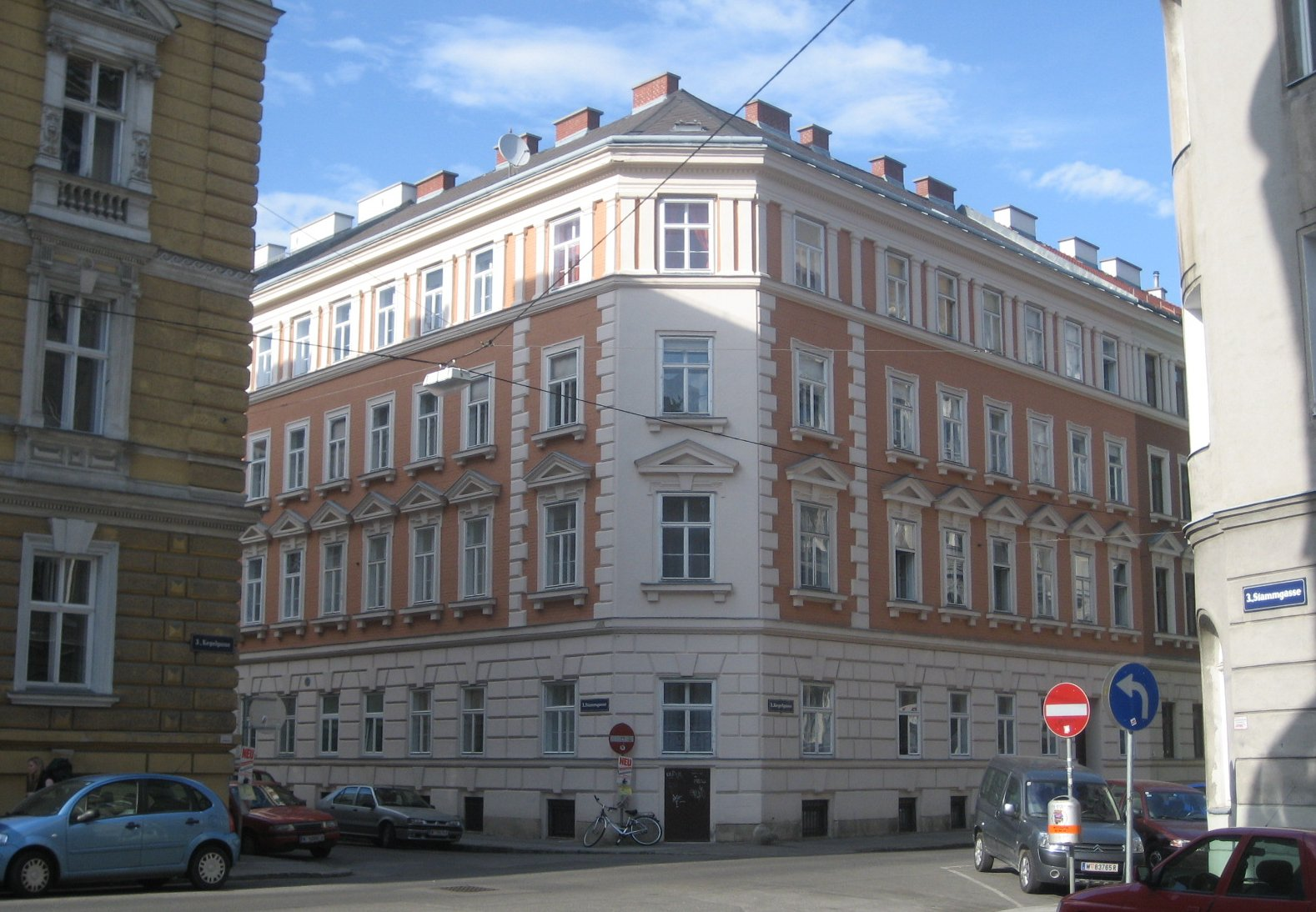
Kegelgasse 29 1030 Wien Mai 2008

- Stiftungshäuser in Prag, Nové Město, Vodičkova 17 (1869–1890)
- Familiengrab Hlávka am Friedhof in Přeštice

### Nicht realisierte eigene Entwürfe
- Nationaltheater in Prag (1854)
- Hauptfassade des Doms in Florenz (1858)
- Kirche in Kopfing im Innkreis (Oberösterreich)

### Realisierte fremde Entwürfe
- Lazaristenkirche in Wien 7 (Zur Unbefleckten Empfängnis, Kaiserstraße 7, nach Entwürfen von Friedrich von Schmidt, 1860–1862)
- Hofoper in Wien 1 (Staatsoper, nach Entwürfen von Eduard van der Nüll und August Sicard von Sicardsburg, 1861–1869)
- Akademisches Gymnasium in Wien 1 (Beethovenplatz, nach Entwürfen von Friedrich von Schmidt, 1863–1865)
- Palais Erzherzog Wilhelm (Deutschmeisterpalais, heute Sitz des OPEC Fund for International Development, Parkring 8, nach Entwürfen von Theophil Hansen, 1864–1867)
- Kirche Sankt Othmar unter den Weißgerbern in Wien 3 (Kolonitzplatz, nach Entwürfen von Friedrich von Schmidt, 1866–1869)

## Auszeichnungen
- 1867 Zweiter Architekturpreis der Pariser Weltausstellung für die Residenz in Czernowitz
- 1869 Baurat
- 1891 Oberbaurat
- 1900 Ehrendoktor der Jagiellonen-Universität in Krakau
- 1906 Ehrendoktor der Tschechischen Technischen Hochschule in Prag
- 1907 Ehrenbürger der Stadt Prag
- 2006 Namensgeber für den Asteroiden (21539) Josefhlávka[1]

## Würdigung
Seit der Wende von 1989 wird er in seiner Heimat als Vertreter eines idealistisch motivierten Mäzenatentums sowie als Vertreter eines zugleich nationalbewussten und weltoffenen Tschechentums neu entdeckt. Sein 100. Todestag im Jahr 2008 wurde in das Verzeichnis der UNESCO-Kulturjubiläen aufgenommen und mit mehreren Konferenzen und Ausstellungen in Prag und Czernowitz begangen.
Die 200-Kronen-Sondermünze zum 100. Todestag zeigt auf der Vorderseite den Giebel der Prager Landesgebäranstalt, die von Hlávka erbaut wurde. Der Vogelflügel im Münzbild soll Schutz und Schwung des Geistes bedeuten. Die Rückseite zeigt Hlávkas Porträt mit Vollbart.
Nach Hlávka sind eine Moldaubrücke in Prag und Straßen in mehreren tschechischen Städten benannt.

## Bibliographie
- Hlávka Josef. In: Österreichisches Biographisches Lexikon 1815–1950 (ÖBL). Band 2, Verlag der Österreichischen Akademie der Wissenschaften, Wien 1959, S. 341.
- A. Lodr: Josef Hlávka – český architekt, stavitel a mecenáš. Prag 1988
- Wolfgang Bahr: Josef Hlávka – ein tschechischer Architekt, Baumeister und Mäzen im alten Österreich. In: Österreich in Geschichte und Literatur, 48. Jg., Heft 6, S. 356–374.